# Pietro Chimienti
Pietro Chimienti (Brindisi, 28 gennaio 1864 – Roma, 26 novembre 1938) è stato un politico italiano.
Fu Ministro della pubblica istruzione del Regno d'Italia nel Governo Nitti I.